# Історія видобутку міді
Історія видобутку міді

Картамиш. Луганська область. Україна. Залишки давніх гірничих виробок видобування мідної руди.

До виявлення (в другій половині ХХ ст.) найдавніших гірничо-металургійних центрів на території Малої Азії та Балкан (які сталися в другій половині ХХ ст.) питання пріоритету відкриття міді залишалося дискусійним. Видатні мислителі античності — Аристотель, Страбон, Пліній — вважали батьківщиною металів Південний Кавказ. Біблія, іномовно, описуючи прадавнє кавказьке плем'я, зазначає:„«Зилла ж і та вродила Тубаль-Каїна, праотця всіх тих, що кують мідь та залізо”» (Пер. Кн. Мойсея, 4:22). За гіпотезу первинності Кавказу стояли видатні археологи XIX і ХХ ст., зокрема Ф. Ленорман, К. Бер, Г. Чайлд та ін. Нині прибічниками цієї гіпотези залишаються тільки деякі вчені, що присвятили своє життя дослідженням Кавказу.

## Найдавніші центри мідного промислу

### Гіпотези моно- та поліцентризму освоєння міді
Історична географія освоєння першої міді розглядає дві гіпотези можливого розвитку подій. Згідно з теорією моноцентристів (Р. Форбес, Г. Морган та ін.), відкриття першого виробничого металу було здійснене в єдиному центрі, а в подальшому з цього центру йшла «дифузія» гірничо-металургійних знань територією усієї Євразії. Позиція поліцентристів (Т. Рікард та ін.) передбачає самозародження металургії в декількох великих центрах і поширення її на прилеглі до них території.
Артефакти найбільш давніх мідних виробів і руд (здебільшого малахіту), які датують другою половиною VIII тис. до Р. Х., були знайдені в Чайоню-Тепезі в південно-східній частині Малої Азії, а також поблизу давнього рудника Ергані Маден у верхів'ях р. Тигр. Таким чином можна вважати, що областю первісного гірничо-металургійного виробництва були райони Малої Азії, що прилягають з півночі й північного заходу до Месопотамії. Західна частина цього анклаву могла поширюватися на протомісто Чатал-Хююк, де археологами були виявлені мідні шлаки та дрібні вироби кінця VII тис. до Р. Х., а північна — сягати Вірменського нагір'я.
У Китаї розробку мідних родовищ, виплавку бронзи почали з II—ІІІ тис. до Р. Х., а в Перу тільки на початку I тис. до Р. Х.
Цікавою обставиною є значний хронологічний розрив між найбільш ранньою областю металургії й іншими гірничо-металургійними центрами, де освоєння металу починається на 1,5—2 тисячоліття пізніше. До цих регіонів належать Кавказ, гірські масиви Малої Азії, Балкани, де прослідковується єдність гірничо-металургійних традицій, а також окремі райони Близького і Середнього Сходу. Мідні артефакти датовані тут початком V тис. до Р. Х., причому дані про найдавніші мідні розробки і витопи свідчать, що способи видобутку й металургійного виробництва представлені в цих регіонах вже далеко не в первісних формах. Це посередньо підтверджує позицію моноцентристів, які пов'язують розробку нових родовищ з прибуттям племен, що вже володіли гірничими технологіями.

### Історична географія та первинні технології освоєння бронзи
Характерною властивістю міді — є її відносна м'якість. Виробам з неї не вистачало твердості кам'яних знарядь й гостроти їх лез. Задля отримання більш міцного металу давні гірники шукали відповідні руди, в яких мідь сусідила б з іншими речовинами, що поліпшували властивості мідного сплаву (бронзи). Пізніше руди таких металів (арсену, стибію, срібла, олова) почали видобувати окремо для додавання в шихту мідної плавки як лігатури.
Час появи бронзи суттєво відрізняється для окремих територій і знаходиться у межах між початком IV тис. до Р. Х. (Кавказ, Мала Азія) та серединою II тис. до Р. Х. (Давній Китай). З кінця V тис. до Р. Х. на території Південного Кавказу починається освоєння арсенових, а тисячоліттям пізніше — стибієвих руд, сплави яких з міддю відкрили епоху нового матеріалу — бронзи. На Близькому Сході та у Середземномор'ї домінували більш якісні сплави міді з оловом (частка останнього становила від 5 до 15%). Олов'яна руда (каситерит) була відкрита на північному заході Піренейського півострова в першій половині III тис. до Р. Х. (за поширеною гіпотезою — експедиціями шукачів золота з Давнього Єгипту). У подальшому багаті родовища каситериту були знайдені в кількох регіонах Піренейського півострова (Астурія, Рибадео, басейни річок Міньйо, Тахо, Гвадалквівір). Ще одним потужним центром давнього видобутку олова стала територія сучасної південно-західної Англії (Корнуол).
Оскільки основні мідноносні провінції (Південний Кавказ, Мала та Середня Азія) були бідні на олово, то в пошуках цього матеріалу на територію Південної й Центральної Європи багаторазово вторгалися експедиції східних народів. Виявити олово їм не вдалося, але пощастило знайти багаті поклади міді на Балканах, в Карпатах і Альпах. Значно віддалені від основних мідних промислів родовища олова підпали під контроль тогочасних «повелителів морів» — фінікійців, які мали найкращий флот і вели міжнародну торгівлю металами.

### Гірничі пам’ятки та первинні технології освоєння міді й бронзи
Здобутки гірничої археології (археометалургії) дозволили відновити частину давніх рудень і реконструювати технології гірничих робіт бронзової доби. Наведемо описи найбільш значних об'єктів.
Пам'ятки гірничої діяльності давніх народів Кавказу, що пов'язані з видобутком руд міді та легувальних металів (арсену, стибію) були, можливо, найчисленнішими в світі, але більшість їх була безповоротно втрачена при веденні видобутку в нові часи та в індустріальну епоху. Південний Кавказ вважали батьківщиною металів видатні мислителі античності — Аристотель, Страбон, Пліній, Ієзекіїл. Біблія, іномовно описуючи кавказький народ, констатує: «Тувалкаїн… (нащадок біблійного Каїна) був ковалем усіх знарядь з міді та заліза» (Буття, 4, 22). Цієї ж думки дотримувалися деякі видатні археологи XIX і ХХ ст. (зокрема, Ф. Ленорман, К. Бер, Г. Чайлд та ін.). Питання про пріоритет відкриття міді народами Кавказу залишається дискусійним, оскільки найдавніша мідь виявлена археологами дещо південніше (на сході Малої Азії), а найстарші рудники (з тих, що збереглися) були знайдені на Балканах. Проте, Південний Кавказ можна вважати піонером з виробництва арсенових бронз та освоєння технології витопу міді з первинних сірчистих руд.
Вважають, що центром гірничого промислу V–IV тис. до Р. Х. був Малий Кавказ з родовищами Кафанського рудного поля, а також Айкадзор, Сасимадан, Каджаран (Куро-Аракська культура). Розроблялися легкоплавкі окиснені мідні мінерали, але їх рудопрояви в молодих горах альпійського віку, до яких належить Кавказ, були суттєво обмежені (домінували первинні сірчисті агрегати). Найбільш давні гірничі виробки (здебільшого штольні) майже не збереглися.
П'ятим тисячоліттям до Р. Х. датують найбільш ранні кавказькі вироби з арсенових бронз. Основні мінерали арсену були достатньо рано помічені гірниками завдяки яскраво-червоному (реальгар) чи золотистому (аурипігмент) кольорам. Вони достатньо широко застосовувалися у ритуальних діях. Припускають, що ці мінерали могли додавати в шихту мідного плавлення з магічними закликами про допомогу духів вогню. Часто заклик «виявлявся почутим»: мідь, отримана таким чином, перевершувала за якістю звичайну. З часом було встановлено зв'язок між часткою лігатури (мінералів арсену) та властивостями мідного сплаву. Так 8% вмісту арсену (максимальний відсоток при спільній плавці з руд) забезпечував бронзі достатню ковкість, а міцність сплаву, за даними сучасних випробувань, сягала середнього рівня сталі. При цьому мідь отримувала підвищену стійкість до окиснення, а сплав — покращенні ливарні якості, зокрема зниження температури плавлення. Недоліком таких бронз були отруйні властивості арсену, які являли загрозу металургам, а в окремих випадках — користувачам виробів (що надавало перевагу більш пізнім олов'яним бронзам).
Не дивлячись на значний географічний обшир пошуків олова експедиціями гірників з Кавказу, віднайти його не вдалося. Для заміни олова в мідних сплавах велись випробування інших руд, які могли б забезпечити бронзі високу міцність. Вдалий склад лігатури був створений із суміші арсенових і стибієвих мінералів. Це підтверджують не тільки численні археологічні знахідки, але й античні хроніки. Так, у Псевдо Аристотеля в книзі «Про дивовижні випадки» зазначено: «Оповідають, що мосиникська мідь відрізняється надзвичайним блиском та білизною; до неї підмішували не олово, але особливий тип тамтешньої землі, яку плавили разом з міддю, тому давні вироби з тих місцевостей пречудові».
Як приклад давньої розробки стибієвих родовищ Кавказу розглянемо рудники Квардзахеті в районі Гірської Рачі (Західна Грузія), що збереглися з середини II тис. до Р. Х. Стибій представлений тут мінералом антимонітом. Потужність жил становила до 1 м (у місцях роздуття 1,5—2 м і більше), кут залягання — від 150 до 450, міцність руди — від 30 до 70 МПа, а вмісних порід, що складалися з окременілих сланців, — від 60 до 110 МПа.
Розробку проводили в основному камерним способом. Спершу рудокопи заглиблювались в гірський масив невеликими похилими виробками довжиною до 20 м, які проводили по заляганню жили. Потім перпендикулярно розкривній проводили нарізну горизонтальну виробку шириною близько 1,5 м, яку розширювали в камеру. Для підтримання покрівлі залишали цілики руди. Стійкість камер забезпечували також завдяки раціональному співвідношенню їх довжини й широти, яке в середньому становило 1,5—1,7. Покрівлі камер надавали форму пологого склепіння.
Руйнування порід здійснювали за допомогою вогневого методу, який передбачав розведення великого вогнища у вибої виробки й високотемпературний нагрів порід, що призводило до їх розтріскування. Для підсилення ефекту руйнування порід за рахунок різкого перепаду температур розпечений вибій заливали водою. Це значно полегшувало подальше руйнування гірського масиву шляхом ударної дії діабазових молотів, чи вбиванням клинів у створені тріщини. Початкову обробку руди здійснювали у камерах на місці видобутку, де за допомогою діабазових ступ і валунів подрібнювали руду і відділяли пусту породу, якою заповнювали порожнини виробленого простору. Ці й подібні технології набули широкого розповсюдження в гірничих регіонах Кавказу.
На початку II тис. до Р. Х. родовища легкоплавких мідних руд Кавказу були майже вичерпані й виникла необхідність освоєння первинних сірчистих (сульфідних) руд. Інтенсивні процеси ерозії в гірських масивах й розробка вторинних окиснених руд часто розкривали поклади первинних мінералів міді — халькопіриту, борніту, халькозину. Хоча зв'язок цих мінералів з міддю був давно зрозумілим для давніх рудознавців, але розкрити секрети витопу міді із сірчистих (сульфідних) сполук не вдавалося протягом тривалого часу, хоча від вирішення цієї технологічної проблеми залежала сама можливість існування численних гірничо-металургійних спільнот Кавказу. У XVIII—XVII ст. до Р. Х. місцевими гірниками були закладені підвалини металургії сульфідних мінералів.
Розроблена технологія витопу міді складалася з кількох взаємопов'язаних етапів. Першим кроком було більш якісне збагачення руд (з використанням водного процесу). Наступним етапом було попереднє випалювання сірчистої мідної руди, що призводило до розтріскування рудної маси, видалення надлишкової сірки та часткового зшлаковування кремнеземних сполук. Таке випалювання проводили в кучугурах чи спеціальних кам'яних спорудах в основі яких закладали шар дров. Після попереднього випалювання руду плавили, з якого отримували проміжний продукт — штейн (сплав сульфідів міді з залізом). Цей матеріал підлягав новому випаленню й наступному плавленню, що могло повторюватися кілька разів до потрібного зшлаковування й звітрювання шкідливих домішок. Така складна технологія стала ще одним фактором поглиблення спеціалізації металургів і відокремлення їх від гірників. Цілком природно, що розробка первинних мідних руд і витопи з них металу застосовувались тільки там, де легкоплавкі окисненні руди були вже відпрацьовані (з середини II тис. до Р. Х. ці технології використовували не тільки на Кавказі, але в альпійських і кіпрських рудниках).
Прикладом послідовної розробки як окиснених, так і сульфідних мідних руд (халькопіриту) є давні рудники високогірного масиву Башкапсара в Абхазії (Західна Грузія). Тут у важкодоступній навіть сьогодні місцевості на висоті 2200–2400 м над рівнем моря виявлені 13 виробок, що датують кінцем III — першою половиною II тис. до Р. Х. Виробки представлені штольнями і вертикальними шахтами, які розкривали рудні поклади й переходили в просторі очисні камери довжиною до 50 м, шириною 20—30 м й висотою до 15 м. У штольнях виявлені кам′яні молоти, уламки дерев′яного кріплення і глиняного посуду епохи бронзи. Це найбільш давня з відомих великих гірничих виробок на планеті.
Одним з найвизначніших пам'ятників розробки сульфідних мідних руд є гірничодобувний район Гірська Рача (верхів'я річки Ріоні, Західна Грузія), де виявлено понад 100 рудників. Вони інтенсивно відпрацьовувались у період між XVII та Х століттями до Р. Х. Розташовувались рудні на високогірній (1500—3000 м) частині південного схилу Головного Кавказького хребта. Тут зосередилися необхідні умови для розвитку металургії: в радіусі 10 км від села Гебі залягали багаті родовища міді, арсену, стибію, свинцю та цинку; мали місце численні оголення руд (з виходом на поверхню); спостерігалася велика кількість лісів та водних потоків.
Мідні поклади були представлені крутоспадними мідно-піротиновими жилами товщиною від 0,5 до 2,6 м з основним рудним мінералом — халькопіритом. На першому етапі гірничих робіт застосовували відкриту розробку. Сліди траншей, невеликих кар'єрів, ніш та виробок стволового типу (глибиною до 5 м) зафіксовані в місцях рудопроявів у великій кількості. Довжина траншей становила 20—60 м, ширина — близько 2 м і глибина — до 5 м. Після розробки поверхневих виходів руд давні гірники, йдучи слідом за жилою, були змушені йти в глибини надр. Збереглися характерні приклади переходу відкритих робіт у підземні: із траншей проводили похилі стволи, із кар'єрних уступів — штольні.
Підземну розробку наглядно ілюструють рудники родовища Чкорналі (Гірська Рача). Розкривні виробки зазвичай проводилися по простяганню мідної жили. Іноді розкриття покладу здійснювали штольнями, які проходили по пустим породах вхрест простягання покладу, з метою перетину групи паралельних жил. Цей спосіб свідчить про розвиток досвіду гірників і оволодіння вміннями підземного орієнтування виробок. Експлуатаційні роботи вели за допомогою камер або звивистих видобувних штреків, які йшли за напрямком жили.
Більшість виробок мала склепінчасту форму перерізу (співвідношення висоти до ширини — 1,3—1,5), інколи зустрічались прямокутна й кругла форми. Для підтримання покрівлі залишали міжкамерні цілики, здійснювали заповнення внутрішнього простору камер пустою породою. На ділянках з нестійкою покрівлею використовували дерев'яні стояки і навіть рами (бук, в'яз), між якими утворювали настил. У камерах були знайдені залишки конструкцій дерев'яних помостів, які рудокопи зводили для ведення робіт на верхньому ярусі камер, висота яких сягала 6—8 м. Виявлені численні кам'яні та бронзові знаряддя праці, потужні шари деревного вугілля й золи (свідоцтва застосування вогневого методу), дерев'яні корита й настили для транспортування ємностей з рудою, соснові скіпки для освітлення вибоїв. Як свідчать заміри розчищених відвалів, об'єми переробленої гірничої маси й шлаків тільки поблизу села Гебі (Гірська Рача) сягають понад 200 тис. м3, що свідчить про розташування тут у бронзову добу потужного гірничо-металургійного центру, який забезпечував міддю не тільки кавказький регіон, але й сусідні країни.
Примітною обставиною є подібність (іноді повна ідентичність) гірничих та металургійних технологій, що застосовувалися на давніх рудниках Гірської Рачі, Абхазії, Аджарії, Сванетії, Вірменії, Нахічевані. Це свідчить про обмін знаннями й технічним досвідом між давніми спільнотами гірників Кавказу, а можливо — про узгодженість і координацію їх дій.
Вважається, що обізнані в гірництві народи Кавказу й Малої Азії вторгалися в багаті корисними копалинами райони Балкан і Карпат, організовували пошуки й розробку мідних родовищ. Прослідковується єдність гірничо-металургійних традицій всього навколочорноморського простору . Але не слід спрощувати процеси освоєння цих руд, оскільки найдавніші копальні датовані тут V тис. до Р. Х., що зіставно з розробками перших кавказьких родовищ. Імовірною є довготривала взаємодія, економічні та інформаційні взаємовпливи гірничих спільнот на значних територіях навколо Чорного моря.
Гірничі пам'ятки Балкан представлені давніми руднями Сербії та Болгарії. Одним з найбільш давніх рудників світу (з тих, що збереглися), визнано Рудну Главу (мідноносний район Бор — Майданпек, Північно-Східна Сербія). Дані радіовуглецевого аналізу гірничих знарядь з оленячого рогу свідчать, що розробки міді проводили тут у період 4975—3975 рр. до Р. Х., що підтверджується знайденими артефактами відомих археологічних культур V тис. до Р. Х. Мідні руди Рудної Глави були представлені малахітом та азуритом, які залягали в масиві кристалічних сланців, пересічених мармурами та гранітами. Давні виробки були закладені у верхів'ях гори Чока Окні (400–450 м над рівнем моря), на поверхневих виходах окиснених мідних руд. Загальна кількість виявлених виробок склала понад 30. Вони являли собою крутоспадні та вертикальні стволи глибиною 7—12 м і діаметром від 1 до 4 м, а також штольні, що розкривали поклади . Усі виробки проводили по простяганню мінералізованих жил, повторюючи їх просторове залягання. Розташування виробок підтвердило найдавніші правила гірників: «тримайся за руду» та «шукай руду біля руди».
Безпосередньо у виробках була зібрана значна колекція гірничих знарядь із каменя й оленячого рогу, а також посудин, що використовували для руйнування порід.
Останнім часом в районі Майданпеку виявлені нові археологічні свідоцтва (ознаки гірничих розробок, поселення гірників, хрестові мідні сокири для руйнування порід та ін.), що дають можливість припускати наявність в цьому регіоні Балкан в часи енеоліту розвинутого гірництва.
Найбільшим серед відомих мідних рудників V тис. до Р. Х. є Ай Бунар (Стара Загора, Південна Болгарія). Рудне тіло мало тут гідротермальний (жильний) характер, виходило на поверхню на пагорбах висотою 330–400 м і перетинало ламаною дугою довжиною близько 1,5 км три пагорки. Мідь знаходилась в окиснених мінеральних сполуках малахіту та азуриту з компонентами арсену, стибію, свинцю й срібла.
Розробки представлені одинадцятьма давніми виробками у формі великих траншей (щілястих кар'єрів) довжина яких становила від 15 до 80 м, ширина — від 2 до 20 м). Форма й розміри виробок були зумовлені конфігурацією рудного тіла. Руйнування порід (вапняків і мергелей) проводили роговими кирками й мідними сокирами. Використовували сухе збагачення руд шляхом їх подрібнення кам'яними молотами з відбором мідного концентрату.
Вражаючими для свого часу виглядають обсяги гірничих робіт Ай Бунару. За часи розробки родовища давніми гірниками було видобуто 20—30 тис. т гірничої маси, а виплавка міді становить близько 1000 т. Цікавою особливістю ведення робіт було те, що після закінчення експлуатації кар'єрів, їх вироблений простір був заповнений пустою породою, для чого було переміщено до 20 тис. т гірської маси. Такі масштаби земляних робіт, не пов'язаних з видобувною діяльністю, свідчать про величезне значення в житті архаїчних гірників сакральних уявлень і факторів ритуальної дії.
Слід відзначити, що поблизу Старої Загори були виявлені й інші рудники часів енеоліту: Тимнянка, Хриштена, Ракитниця, що свідчить про існування тут значного гірничо-металургійного анклаву (т. зв. Північнофракійського центру). На південному сході Болгарії (регіон Странджа) також виявлені мідні родовища з ознаками гірничих робіт часів енеоліту, які представлені щілястими кар'єрами значних розмірів, а також цілими пагорбами (давніми териконами) мідних шлаків.
Археологічні знахідки численних поселень, кам'яних і мідних знарядь праці, багато орнаментованої кераміки й скульптури свідчать про період розквіту культур енеоліту Балкан, яким вдалося опанувати гірничо-металургійні технології. Розробки розповсюджувались також на Південні і Східні Карпати, де з III тис. до Р. Х. виникли потужні центри видобутку міді. Замикають навколочорноморський пояс мідних розробок степові рудники Донецького гірничо-металургійного центру (Україна), в якому виявлені ознаки 28 давніх копалень . Найбільш детально досліджено Картамиський археологічний мікрорайон (мідний рудник Картамиш), який експлуатувався з XVII по XIV ст. до Р. Х. Докладний опис рудника дивись у розділі III.
На території Європи виділялися також альпійські мідні рудники, де вели розробку як окиснених, так і первинних мідних руд. Видатним пам'ятником давнього гірництва є альпійський рудник Міттерберг (Західна Австрія), який експлуатувався в добу пізньої бронзи. Давні виробки представлені тут у вигляді похилих стволів та штолень, які закладали на поверхневих виходах малахіту та халькопіриту. Довжина виробок сягала до 100 м, кут нахилу 200–300, висота (в залежності від форми рудних тіл) від 2 до 30 м. Для руйнування порід застосовували вогневий метод. Археологічні дослідження рудника виявили численні кам'яні молоти та кирки, бронзові клини, залишки дерев'яного кріплення й шкіряних мішків для транспортування руди . Поблизу устя виробок виявлені майданчики для випалення руд і відвали шлаків, поруч з водними потоками — місця «сухого» та «мокрого» збагачення руд. Вважають, що за 200–300 років давньої експлуатації рудника Міттерберг було видобуто близько 14 тис. т мідних руд (значною мірою сульфідних) і витоплено близько 3 тис. т міді. Крім традиційного витопу міді з руд в Міттерберзі здійснювали металургійну переробку спрацьованих мідних виробів, що зберігало дорогий метал для нового використання.
Цікаві пам'ятки давнього мідного промислу збереглися на Близькому Сході. Серед них виділяються копальні Давнього Єгипту Бір Насиб (гірська частина Синайського півострова), Ваді Араба (синкліналь між Мертвим та Червоним морем, північніше затоки Акаба), а також рудники Кіпру.
Початок освоєння важкодоступних родовищ Бір Насиб був пов'язаний з розвідувальними експедиціями єгиптян, які шукали дорогоцінну бірюзу. Її видобуток розпочато тут з III тис. до Р. Х., а найбільші обсяги видобутку досягнуто під час правління фараона Хеопса. На синайському плато Хеопс звів храм богині Хатхор, яку вважали покровителькою шахтарів . Оскільки культ богині Хатхор з часом розповсюдився з добувачів бірюзи на добувачів мідних руд, можна припустити, що освоєння металу розпочали саме «мисливці» за дорогоцінним каменем.
Вважають, що спершу малахіт з синайських рудень використовували подібно бірюзі як ювелірний і виробний камінь, а також як сировину для мінеральної фарби. Але достатньо швидко його ідентифікували як продуктивну руду для витопу міді (металургійні технології могли бути відомі жерцям Єгипту, оскільки імпорт мідних виробів витіснив кам'яні знаряддя ще на початку Давнього царства).
Найбільш досліджені сучасною наукою рудники Ваді Араба в Тімні, Південний Ізраїль та Фенані, Південно-Західна Йорданія . Тут на спільній площі близько 400 км2 зафіксовано понад 8 тис. давніх копалень. Основний тип руд — малахіт і хризокола, які спостерігаються у мідистих пісковиках. Найбільш давні розробки датують IV тис. до Р. Х., найбільш пізні — раннім ісламським періодом. Максимальна активність експлуатації родовищ припадає на період Нового царства Давнього Єгипту (XIV—XI тис. до Р. Х.).
Перші кроки видобутку міді були пов'язані тут з відкритою ямною розробкою мідних конгломератів. З часом ями змінились неглибокими виробками стволового типу діаметром 2—5 м, сліди яких збереглися до сьогодні . В безпосередній близькості від виробок зафіксовані рештки металургійних об'єктів і шлаків, що свідчить про нерозривну єдність гірничої й металургійної діяльності початкового періоду. В подальшому (II тис. до Р. Х.) поклади розкривали вертикальними стволами діаметром від 0,8 до 1,5 м, глибина яких становила зазвичай 10—15 м (найбільша із зафіксованих — сягала 36 м). Від стволів проводили системи горизонтальних виробок, якими вибирали рудні поклади. Висота цих виробок знаходилась у межах 0,6—1 м. Ділянки потужних рудних тіл розробляли камерами. Розповсюдженим типом виробок у гірських масивах Фенану були штольні, протяжність яких в окремих випадках сягала до 50 м.
Деякі рудники одночасно розробляли два горизонти, поєднані між собою сліпими стволами . При необхідності споруджували додаткові вентиляційні стволи, які іноді використовували для підняття руди. Її транспорт здійснювали у шкіряних мішках, які гірники виносили на собі, піднімаючись по висіченим на контурі ствола заглибленням. Іноді використовували підйомники у вигляді коловорота з причіпними дерев'яними цебрами. Руйнування гірських порід проводили за допомогою бронзових клинів (зубил) і молотків, а також дерев'яних знарядь з бронзовими наконечниками . Основним засобом забезпечення стійкості виробок слугували цілики.
Видобувна діяльність давніх єгиптян підтримувалась добре організованою «геологічною розвідкою», котра охоплювала пошуковими шурфами достатньо велику мідноносну зону. Достатньо продумані рішення вентиляційних сполучень (вузькі й протяжні повітроподавальні галереї, стволи, збійки) дають можливість припустити наявність попередніх планів гірничих робіт.
На поверхні, поблизу виробок було знайдено велику кількість дробильних знарядь (молоти, пести, куранти, кам'яні платформи), які свідчать про застосування «сухого» збагачення руд поблизу місць їх видобутку. Металургійні комплекси з печами різних конструкцій розташовувались як поблизу, так і на суттєвій відстані від окремих гірничих виробок (у випадку, коли обслуговували групи наближених до них копалень).
Унікальним археологічним об'єктом є металургійна база давніх єгиптян, розкопки якої виявили наявність трьох культурних шарів з відмінними мідеплавильними артефактами, що засвідчило вельми тривалий період її існування. Експедиційний табір гірників-металургів розміром 80 на 40 м примикав з одного боку до гірського масиву, а з інших боків був огороджений масивною дугоподібною стіною з двома баштами. Аналіз виявлених тут мідних шлаків (датовані початком I тис. до Р. Х.) показав їх високу однорідність і незначні залишки міді, що свідчить про правильну послідовність завантаження компонентів шихти для її плавлення, добру вентиляцію печей, ефективний температурний режим, використання флюсів (в нашому випадку — оксидів марганцю).
Рудники Ваді Араба належали фараонам Рамзесидам і, згідно із письмовими свідоцтвами давніх часів, були широко відомі під назвою «Атика». Тут зафіксовано близько 3000 древніх розробок. Ранні з них належать до мідної доби (4-те тис. до Р. Х.), пізніші — до початку н. е. (період римського панування). Основні типи виробок — стволи, штреки, штольні. Максимальна глибина шахт — 36 м, довжина штреків понад 50 м. Рудники Ваді-ель-Араба відкриті в 1845 р.
Мідь з Тімни, між іншим, слугувала сировиною для виготовлення великої кількості яскравих мідних штаб, якими оздоблювались палаци і храми Давнього Єгипту, зокрема знаменитий Суддівський палац фараонів. Археологічні розкопки в Тімні виявили численні ознаки стійкого зв'язку гірництва й стародавніх містичних культів. Кожний історичний період мав своє місце й стиль обрядів, починаючи від найдавніших Високих Місць з кам'яними вівтарями й наскельними рисунками, до храмів Нового Царства, присвячених єгипетській богині Хатхор.
Потужним центром видобутку міді у Західній Азії були родовища південно-східної частини Аравійського півострова (територія сучасного Оману). Найдавніші знахідки міді та перші рудники датують тут III тис. до Р. Х. Основний район розробок зосереджувався в горах поблизу Оманської затоки, де на території площею близько 30 тис. км² розташовувалось понад 100 мідних родовищ і рудопроявів (насамперед райони Ваді-Джизі, Назва, Майсар). Розроблялися окислені та сульфідні руди. Гірничі роботи вели як відкритим так і підземним способом (фіксуються кар'єри, а також численні стволи та штольні). Майже на всіх копальнях спостерігаються сліди металургійної діяльності у вигляді шлакових відвалів, горнів, ливарних форм тощо. Виявлено багато поселень давніх гірників-металургів. Вважають, що оманські розробки є легендарною «країною міді — Маган», з якої отримували мідь давні шумери.
Значні обсяги міді надходили до країн Близького Сходу та Егейського світу з Кіпру, назва якого визначила латинську назву міді, як «cuprum» (тобто, «метал з Кіпру»). Багаті родовища окиснених і сульфідних руд міді, географічна близькість до центрів тогочасних світових культур зробили острів «яблуком розбрату» держав ранньої античності. Славнозвісні кіпрські зливки міді у вигляді розпластаних бичачих шкір вагою від 24 до 37 кг (з відповідним тавруванням) слугували міновим еквівалентом вартості, виконуючи наприкінці II тис. до Р. Х. функцію великих грошей. До сьогодення на Кіпрі збереглися виробки давніх рудників, в яких були знайдені характерні знаряддя праці гірників, рамні дерев'яні кріплення вертикальних і горизонтальних виробок, транспортні ємності.
Важливі свідоцтва щодо ролі Кіпру в гірничому виробництві дали обстеження затонулих кораблів II–I тис. до Р. Х. поблизу Малої Азії. Найбільш знаменною знахідкою став добре збережений корабель з вантажем металевих зливків, виявлений у 1982 р. поблизу мису Улубурун (Туреччина). Корабель перевозив близько 10 т кіпрської міді й 1 т олова. Середня вага зливків становила 24,6 кг. Знахідка була датована XIII ст. до Р. Х. Цей і подібні археологічні об'єкти ілюструють не тільки мореплавні досягнення давнього Кіпру, але й свідчать про високий рівень гірничої справи, продукти якої становили експортний потенціал країни.
Не меншу зацікавленість, ніж гірничі об'єкти Європи, Кавказу й Близького Сходу являють давні мідні рудники Північної Азії, значення яких ще не оцінене належним чином. Довгий час численні рудники Уралу, Казахстану, Західного й Північного Сибіру приписували майже легендарному фінському народу чудь, надаючи розробкам узагальнену назву «чудські копальні». Сучасні дослідження відзначають тут гірничодобувну діяльність різних археологічних спільнот (афанасієвської, абашевської, зрубної), не виключаючи при цьому значну роль фінно-угорських народів.
Одним з найбільш показових об'єктів «чудської» діяльності на Середньому Уралі був Гумешевський рудник (поблизу м. Полевський, Росія). Місцевий ландшафт представлений невисокими, покритими лісом узгір'ями з виходами на поверхню оголених скельних масивів . З середини II тис. до Р. Х. тут розробляли потужну зону окиснених мідних руд товщиною до 35 м. Давні виробки, здебільшого штольні, підтримували за допомоги дерев'яного кріплення. При розкопках давніх зруйнованих виробок були виявлені рештки тіл загиблих гірників, численні мідні, кам'яні й дерев'яні знаряддя праці (кайла, молоти, лопати) шкіряні сумки для транспортування руди, рукавиці та ін.
Руду плавили поблизу рудника на горі Думній (висота 409 м), де виявлено залишки давніх печей, мідні шлаки, фрагменти кераміки. За реконструкцією археологів металургійний комплекс на горі Думній був обнесений високим земельним валом з дерев'яним частоколом. Огороджена промислова ділянка не мала рослинності, її поверхню покривала подрібнена гірська порода, шлаки, мідні виливи. Тут розміщувались прості житла гірників-металургів, а з боку південного валу був споруджений шерег плавилень. Одночасно з процесами збагачення руд і витопу металу на промисловій ділянці йшло виготовлення мідних виробів, зокрема наконечників для стріл.
Свідченням небезпечної та важкої праці уральських гірників стали дослідження концентрації шкідливих елементів в рештках мідеплавильного виробництва на горі Думній. Їх концентрація виявилася надзвичайно високою. Навіть зараз, коли минуло майже три тисячоліття, висаджені на промисловій ділянці в завезену землю дерева гинуть, хоча за межами ділянки спостерігається їх нормальний розвиток.
Поряд з гірськими районами Уралу велике значення мали розробки мідних руд у рівнинній, степовій зоні Приуралля, яскравим прикладом яких є потужний гірничий центр епохи бронзи Каргали (Оренбурзька область Росії). Каргалинське рудне поле мало форму витягнутого овалу з приблизними розмірами 50 на 10 км. Руди представлені мідистими пісковиками та вапняками, мінеральний склад яких був багатий окислами міді. Рудні поклади були покриті шаром глинистих порід потужністю від одного до кількох десятків метрів.
Початок розробки каргалинських руд датують кінцем IV тис. до Р. Х., але основний період їх експлуатації припав на епоху пізньої бронзи (II тис. до Р. Х.). У 40-х роках XVIII ст. родовище знов було «відкрите» по слідах давніх гірничих робіт і давало до чверті видобутку міді всієї Російської Імперії. Описуючи мідні розробки, академік І. Гмелін відмічав: «шурфувати жили тут не складає великого труду, оскільки при цьому слідують шурфам, зробленим у незапам'ятні часи давнім населенням» (1734 р.). Перший директор каргалинських заводів Я. Твердишев свідчив, що давні рудокопи нічим не поступалися гірникам XVIII ст.: «тут у давнину з таким мистецтвом гірнича робота проводилась, що й нинішні штейгери й гірничі служителі краще того не роблять; тому що в багатьох місцях руду з такої глибини діставали, що поверх тої руди лежить землі саженей на 20 , а в багатьох шахтах і копальнях з яких руда вибрана штольні й понині взагалі не обсипалися і так стоять, нібито в недавньому часі роботи на них проводили» (1762 р.).
Численні розкривні виробки Каргалинських рудників були представлені в основному вертикальними стволами, виявлена кількість яких дорівнює приблизно 30 тисячам і фіксується по характерним западинам і відвалам порід. Сукупна маса видобутих гірських порід сягає декількох мільйонів тон. Загальна протяжність підземних виробок обчислюється багатьма сотнями кілометрів.
Стволи проникали через товщу глинистих порід до рудних покладів, які були представлені у вигляді лінз (переважна форма) або жил. На контурі стволів вирубували заглибини, що використовувались як сходи . Для розкриття потужного чохла глинистих порід використовували мідні знаряддя у вигляді кайла, кирки й ломи, а також совки й копачки, вироблені з лопаточних кісток великої рогатої худоби. Оскільки розробка в'язких глин у сезони дощів не могла бути ефективною, припускають можливість ведення гірничих робіт і в зимовий період.
Після досягнення стволом рудного тіла проводили його розробку системою горизонтальних виробок і камер. Їх форма і напрямки мали достатньо хаотичний характер, причому вироблений простір міг займати декілька горизонтів. Низькі й вузькі «лази», які проводили в основному по пустих пісковиках в пошуках скупчення мідних мінералів, змінювалися достатньо просторими камерами, що відтворювали контури рудного тіла. Зафіксовані в межах рудного поля глибокі провали поверхні свідчать, що розміри підземних камер могли бути досить значними й мати висоту до 15—20 м. Руйнування порід при проведенні виробок і розробці руди здійснювали за допомоги кістяних клиноподібних знарядь, які під ударами кам'яних молотків відколювали невеликі уламки порід. Численні свідоцтва таких робіт збереглися на стінках давніх виробок і ціликах камер.
Породні відвали фіксувалися біля устя стволів, або були витягнуті на десятки чи сотні метрів у вигляді насипів. Вони являють собою переконливі докази масштабних гірничих і збагачувальних робіт. Характерно, що стародавні виробки (в тому числі стволи) були закладені подрібненою породою, в якій спостерігаються фрагменти кераміки, кістяних знарядь тощо. Деякі виробки гірники залишили у відкритому стані (з часом вони заповнилися ґрунтом). Це свідчить про довгий строк експлуатації родовища і зміну культових традицій (припускають що більшість незаповнених стволів належать гірникам нового часу).
Специфіка давньої розвідки мідних руд Каргалинського родовища була зумовлена наявністю достатньо потужного шару глинистих порід, який ізолював мідисті пісковики з рудними тілами. Сучасними дослідженнями не виявлені виходи мідних руд на поверхню. Можливо, перші зустрічі з міддю ставалися на схилах ярів, що розсікали рудоносні зони. Основними способами пошуків були розвідувальні кар'єри і шурфи (стволи). Закладання кар'єрів було більш трудомістким, оскільки вибрати значні об'єми поверхневих порід примітивними знаряддями праці удавалося не завжди, хоча імовірність зустріти рудне тіло при цьому способі була більшою. Тому найбільше розповсюдження отримали пошукові стволи. Оскільки «влучити» у мідну лінзу чи жилу щастило не завжди, то від донної частини ствола проводили вузькі розвідувальні «лази». Визначення місць закладання пошукових стволів, пов'язаних із значними об'ємами важкої праці, було прерогативою служителів сакральних культів. Археологами на місцях гірничих робіт виявлені кістки для ворожби, сакральні лабіринти поверхневих траншей, «вузли» яких давали місце закладання виробки, інші магічні ознаки. Слід зазначити, що жерці поєднували накопичений досвід гірничої діяльності з афективним станом прийняття рішень, що (часом) забезпечувало успіх пошуків. 
Вельми цікавими знахідками Каргалів були численні металургійні артефакти. Археологічними експедиціями виявлені тисячі мідних інструментів і зразків шлаків, причому більшість виробів та відповідних ливарних форм призначалися для знарядь гірничої праці. Загалом масштаби гірничих робіт значно перебільшують металургійні знахідки. Можна припустити, що значна частина каргалинської міді й збагаченої руди експортувалася у віддаленні центри металообробки. Одним з них могло бути давнє городище Аркаїм, віднайдене археологами на східних схилах Уральських гір на річці Велика Караганка (Челябінська область Росії).
Городище XVII—XVI ст. до Р. Х. являло собою два вписаних одне в одне кола оборонних споруд й два кола прилеглих до стін фортеці осель та виробничих будівель (загальною площею близько 20 тис. м²). Основним заняттям населення було металургійне виробництво й металообробка, про що свідчать виявлені плавильні печі, ливарні форми, сопла, шлаки, молоти й ковадла. Високий рівень виробництва гармонував з архітектурною досконалістю поселення: кільцеві лінії мали один центр (головну площу), куди сходилися радіальні вулиці; чотири входи було орієнтовано по чотирьох вітрах. Це дозволяє провести паралель між пізнанням металу й ступенем розвитку культури давньої спільноти, що простежується на багатьох прикладах. Високорозвинена цивілізація Аркаїму залишає дискусійними питання щодо її походження, розвитку й просування у євразійському просторі.
Цікавим прикладом «чудських копалень» були рудники Сариарки (тобто — «жовтого степу»), які знаходились на території Центрального й Північно-Східного Казахстану. Перші свідчення мідних плавок датують тут кінцем неоліту, але основні розробки припали на середину II тис. до Р. Х., коли в Сариарці було сформовано один з найпотужніших азійських центрів з виробництва міді й олов'яних бронз. Про виняткові масштаби давніх гірничих робіт свідчать величезні об'єми добутої гірничої маси, які становлять на Жезказганському родовищі близько 1 млн т, а на Кенказганському — до 800 тис. т.
Вельми значущим районом давніх чудських розробок був Мінусінський гірничо-металургійний центр (Хакасько-Мінусінська улоговина, Росія), який з середини II тис. до Р. Х. забезпечував металами значні простори Центральної Азії й експлуатувався протягом тисячі років. Родовище відрізнялось потужною зоною окиснених мідних руд (малахіт, азурит, хризокола), причому товщина покладів сягала в окремих випадках до 40 м. Давні виробки представлені ямами, траншеями, кар'єрами (іноді з розташованими у їх боках штольнями), ходками, камерами.
Виробки йшли по рудних тілах і повторювали їх форму. Розміри численних відкритих виробок були відносно невеликими від 5—7 м до 16—20 м, глибина — близько 4 м (винятком є рудник Теміртаг глибиною майже 30 м). Для руйнування порід використовували знаряддя з каменя, дерева, кістки, рогу, а також бронзові клини й кирки. На ділянках оголень рудних тіл використовували вогневий метод їх руйнування.
Поблизу мідних рудників виявлені численні скупчення металургійних шлаків, іноді дуже значні, що свідчить про поєднання в одній спільноті гірничої та металургійної діяльності . Тільки на одному Юлинському руднику у відвалах було накопичено близько 12 тис. м3 мідних шлаків. Це, з урахуванням вельми малих об'ємів печей того часу, передбачає понад 1 млн окремих плавлень, що потребувало зосередження масових зусиль багатьох поколінь чудських гірників.
У Східній Азії зафіксовано лише один прадавній центр виробництва бронзи, який розташовувався на території сучасного Таїланду й експлуатувався з кінця IV тис. до Р. Х. Час його існування обмежувався кількома сторіччями, а територіальний вплив носив достатньо локальний характер.
Таким чином, можна констатувати інтенсивну експлуатацію відносно нечисленної групи потужних родовищ, на базі яких утворилися значні гірничо-металургійні центри бронзової доби. Вироблені в них мідні вироби розповсюджувались на прилеглі та віддалені території й забезпечували прискорений розвиток матеріальної культури та соціальних процесів. Процеси широкого освоєння виробничих металів у різних гірничо-металургійних центрах Євразії здебільшого пов'язують з міграцією спільнот, які володіли досвідом і знаннями гірничої справи, причому організаційні форми промислу спиралися на сакральні культи та їх служителів.

## Гірничі виробки
До найбільш ранніх форм виробок відносять так звані «мідні ями», численні скупчення яких зафіксовані в 45 км північніше Жезказгану (з казахської мови «жезказган» — місце, де копали мідь) . Ці виробки представлені неглибокими кар'єрами, або траншеями довжиною 100–140 м, шириною 2—2,5 м й глибиною — до 3 м. Відкрита розробка окиснених мідних та олов'яних руд (зокрема каситериту) була характерна й для більш пізнього часу, причому кар'єри чудських копалень сягали по осях декількох сотень метрів, часами переходячи у підземні виробки.
Розкриття рудних тіл при підземній розробці проводили здебільшого штольнями, які закладали в ярах чи з бортів попередньо вибраних кар'єрів; використовували також вертикальні стволи. Глибина робочих горизонтів зумовлювалася рівнем ґрунтових вод, який становив від 8 до 28 м. Відкриті роботи вели за допомогою землерийних мотик і кайл. Скельні породи (здебільшого мідисті пісковики, іноді кварцити, сланці) руйнували важкими кам'яними молотами, кирками, а також зубилами й молотками. Археологами виявлені сотні гірничих і збагачувальних знарядь праці давніх гірників казахського степу. Цікавими особливостями копалень було маскування усть штолень і стволів та перекриття їх важкими плитами. Згідно з гірничими традиціями Євразійського простору підземні виробки й стволи по закінченню експлуатації щільно закладали пустою породою.
Перші письмові свідчення про рудники Сариарки належать Геродоту, який писав, що на схід від Аральського моря мешкають племена, що ведуть розробку руд на мідь, золото, срібло й інші метали. Ознаки давніх виробок стали надійними пошуковими дороговказами для геологів і гірників XIX ст., які знов «відкрили» потужні родовища поліметалів Казахстану, що успішно експлуатуються і зараз.